# Lanistes bicarinatus
Lanistes bicarinatus es una especie de molusco gasterópodo de la familia Ampullaridae en el orden Mesogastropoda.

## Distribución geográfica
Es endémica de la República Democrática del Congo.